# Verkeerscentrale Rotterdam

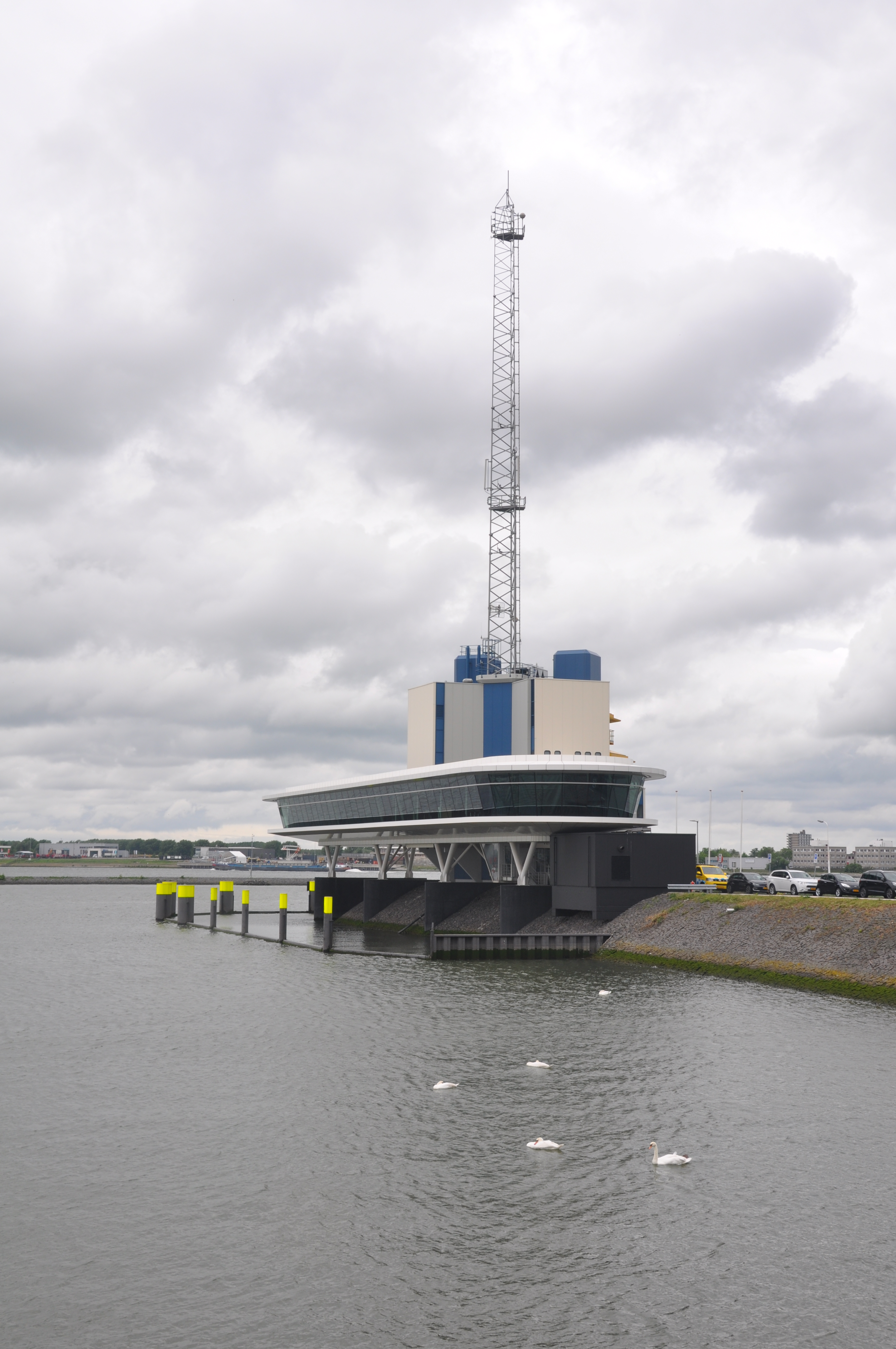
Verkeerscentrale Rotterdam

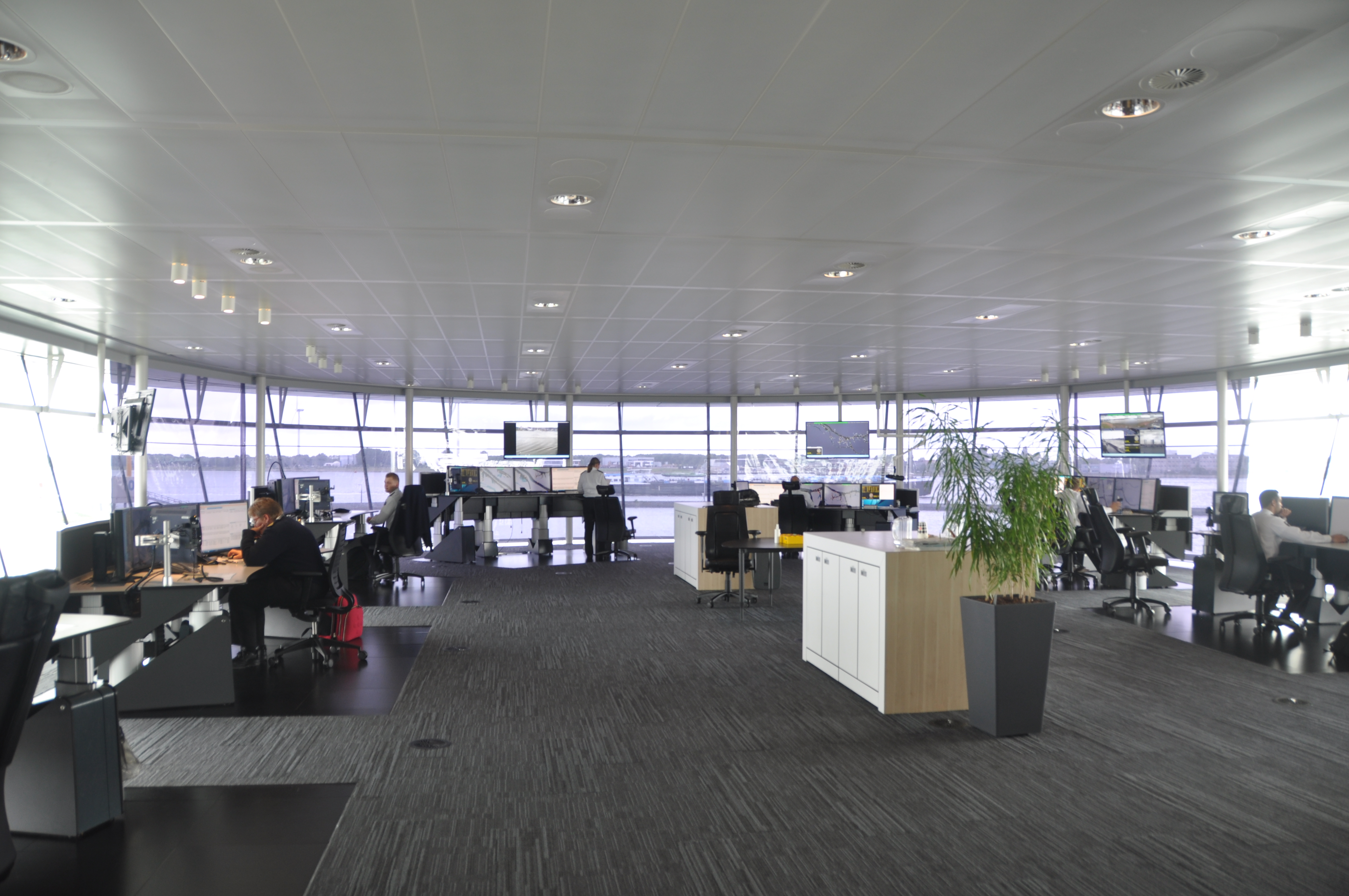
Verkeerscentrale Rotterdam controlekamer

De verkeerscentrale Rotterdam is met de verkeerscentrale Hoek van Holland onderdeel van het Vessel Traffic Management System (VTMS) in het Rotterdamse havengebied. De verkeerscentrale Rotterdam begeleidt de scheepvaart in de sectoren Maassluis (VHF-80), Botlek (VHF-61), Oude Maas (VHF-62), Eemhaven (VHF-63), Waalhaven (VHF-60) en Maasbruggen (VHF-81). De verkeerscentrales zelf zijn te bereiken op VHF-11. De verkeerscentrale is gevestigd in de Botlek.